# Diocesi di Ragusa di Dalmazia
La diocesi di Ragusa di Dalmazia (in latino Dioecesis Ragusina) è una sede della Chiesa cattolica in Croazia suffraganea dell'arcidiocesi di Spalato-Macarsca. Nel 2023 contava 74.562 battezzati su 85.190 abitanti. È retta dal vescovo Roko Glasnović.

## Territorio
La diocesi comprende la porzione meridionale della Dalmazia croata.
Sede vescovile è la città di Ragusa, dove si trova la cattedrale dell'Assunzione di Maria. A Curzola sorge la chiesa di San Marco, già cattedrale della diocesi di Curzola. A Stagno si trova la chiesa di San Nicola, già cattedrale della diocesi di Stagno. A Marcana sorge la chiesa di San Michele, già chiesa abbaziale benedettina e cattedrale della diocesi di Marcana, oggi diocesi di Trebigne e Marcana, la quale porta nel proprio nome il titolo dell'antica sede soppressa anche se l'antica cattedrale è parte della diocesi di Ragusa.
Il territorio si estende su 1.368 km² ed è suddiviso in 61 parrocchie.

## Storia

### Sede di Epidauro
Epidauro, città romana chiamata in seguito Ragusa Vecchia, fu ben presto sede di una comunità cristiana, attestata nella vita dell'eremita sant'Ilarione scritta da san Girolamo, dove si racconta che, il santo eremita, per fuggire il mondo e la notorietà, si rifugiò a Epidauro, che dovette però ben presto abbandonare, perché ricercato dai cristiani locali. Questo racconto sarebbe avvenuto attorno al 360/370, e attesterebbe l'esistenza di una comunità cristiana a Epidauro fin dalla metà del IV secolo.
Più tardiva è l'attestazione della sede vescovile di Epidauro. I primi vescovi storicamente documentati sono Fabriciano e Paolo, che presero parte nel 530 e nel 532 ai concili provinciali di Salona, sede metropolitana di cui Epidauro era suffraganea.
L'epistolario di Gregorio Magno riporta il nome di un altro vescovo di Epidauro, Fiorenzo, che fu deposto dal suo metropolita Natale di Salona nel 592 circa, ma senza rispettare le regole canoniche dell'epoca. Questo fatto fu all'origine di uno scambio epistolare, perché i fedeli di Epidauro, ancora nel 597, reclamavano a gran voce il ritorno di Fiorenzo nella sua diocesi. La mancanza di ulteriori documenti non permette di sapere come la vicenda andasse a finire.
A partire dai primi anni del VII secolo, la regione fu devastata dalle incursioni delle tribù slave. Epidauro fu definitivamente distrutta verso il 639 dagli Avari e gli abitanti, fra cui il vescovo, trovarono scampo nel castello di Lausio, vicino all'odierna Ragusa.

### Sede di Ragusa
A partire dalla metà del VII secolo Ragusa dunque ereditò l'organizzazione ecclesiastica che era stata di Epidauro e in alcuni documenti successivi i suoi vescovi portano ancora il titolo Epidauritanus. Nel concilio di Spalato del 926/927 la diocesi di Ragusa è sottomessa alla provincia ecclesiastica di Spalato, sede che a sua volta aveva ereditato i diritti metropolitici dalla distrutta Salona.
Secondo la tradizione, nel corso del X secolo, dopo la distruzione della città di Doclea, i loro metropoliti si sarebbe trasferiti a Ragusa. Questo fatto portò Ragusa a rivendicare per sé diritti metropolitici a scapito di Spalato ed anche di Antivari, che a sua volta rivendicava i diritti che erano stati della sede di Doclea. Molto confusa è la storia di queste controversie, soprattutto perché, per garantirsi le prerogative metropolitane, furono prodotti documenti falsi. Tale, per esempio, è ritenuta la bolla di papa Zaccaria del 743, con la quale il pontefice attribuì all'arcivescovo Andrea di Ragusa il pallio ed elencava al contempo le diocesi dipendenti dalla sua provincia ecclesiastica. Con questa bolla si voleva comprovare l'antichità della sede metropolitana di Ragusa.
Di certo Ragusa è attestata come sede metropolitana nella bolla di papa Benedetto VIII del 27 settembre 1022, con la quale il pontefice inviava il pallio a Vitali archiepiscopo sancte Epitabritane sedis. Discusso è il periodo esatto in cui Ragusa fu elevata a metropolia, se con Vitale oppure con Giovanni, verso la fine del X secolo, come riferito da alcune tradizioni.
Altrettanto incerto e confuso è stabilire la provincia ecclesiastica su cui i metropoliti di Ragusa esercitavano la loro giurisdizione. Nella lotta tra Ragusa e Antivari che si protrarrà fino a metà del XIII secolo, la produzione di false bolle pontificie non rende semplice chiarire la questione. Nelle bolle autentiche dei papi Callisto II (1120) e Innocenzo II (1142) si ripete il medesimo elenco di suffraganee: Zachulmie regnum et regnum Servilie Tribunieque regnum civitatem quoque Catharinensem seu Rose atque Buduanensem, Auarorum, Licinatensem atque Scodrensem nec non Drivastensem et Polatensem.
Nel 1199 Antivari fu nuovamente elevata al rango di arcidiocesi metropolitana. Alla sua provincia ecclesiastica appartenevano diverse diocesi, tra cui Scutari, Pult, Drivasto e Dulcigno appartenute in precedenza a Ragusa. Sembra che alla provincia ecclesiastica appartenesse anche la diocesi di Bosnia, fino al suo trasferimento, alla fine del XII secolo, alla provincia ecclesiastica di Kalocsa. Nel XIII/XIV secolo le suffraganee di Ragusa erano Budua, Risano, Stagno e Curzola, e Trebigne.
Nel 1409 un decreto del Senato di Ragusa stabilì che da quel momento gli arcivescovi non potessero essere originari della città. Questa legge fu in vigore fino al 1721.
Ludovico Beccadelli, arcivescovo dal 1555 al 1564, prese parte al concilio di Trento; ritornato a Ragusa, introdusse le riforme tridentine, e soprattutto suddivise il territorio diocesano in parrocchie.
Dopo un periodo di 13 anni di sede vacante, il 30 giugno 1828 con la bolla Locum beati Petri di papa Leone XII la sede di Ragusa si ampliò incorporando il territorio delle soppresse diocesi di Curzola e di Stagno, tuttavia perse il privilegio di sede metropolitana e divenne suffraganea dell'arcidiocesi di Zara.
Dal 30 settembre 1839 all'8 luglio 1890 i vescovi di Ragusa ebbero in amministrazione perpetua la diocesi di Trebigne e Marcana.
Il 27 luglio 1969 è stata ristabilita la provincia ecclesiastica di Spalato-Macarsca, di cui Ragusa è divenuta suffraganea.

## Cronotassi dei vescovi
Si omettono i periodi di sede vacante non superiori ai 2 anni o non storicamente accertati.

### Vescovi di Epidauro
- Fabriciano † (menzionato nel 530)
- Paolo † (menzionato nel 532)
- Fiorenzo † (? - 592 deposto)[12]
- Giovanni I † (circa 630 - circa 661 deceduto)

### Arcivescovi e vescovi di Ragusa
- Andrea I ? † (menzionato nel 743)[13]
- Giovanni II † (circa 940 - 970 deceduto)
- Niceforo I † (circa 971 - ?)
- Niceforo II † (1010 - ?)
- Vitale I † (1022 - dopo il 1047)
- Tribunio † (1057 - 1063)
- Vitale II † (1063/1064 - 20 marzo 1074 deposto)
- Pietro † (1075 - 1115)
- Domenico † (circa 1115 - circa 1121)
- Geraldo † (1121 - ?)
- Andrea II † (circa 1142 - circa 1153 deceduto)
- Tribunio Micheli † (1153 - circa 1188)
- Bernardo I † (prima del 1189 - ?)
- Salvio I † (circa 1191 - ?)
- Gausono † (1194 - 1197)
- Bernardo II † (1197 - 15 maggio 1203 nominato vescovo di Carlisle)
- Leonardo † (prima del 1206 - circa 1217 deceduto)
- Arrengerio † (1222 - 1236 deceduto)
- Giovanni III † (1238 - 1252 deceduto)
- Giacomo I, O.F.M. † (circa 1253 - 1254 dimesso)
- Giovanni IV † (circa 1256 - circa 1257 dimesso)
- Aleardo, O.F.M. † (prima del 1258 - 3 novembre 1268 nominato arcivescovo di Oristano)
- Andrea Gausoni † (1269 - circa 1276 dimesso)
- Salvio † (5 dicembre 1276 - circa 1278 deceduto)
  - Marco da Venezia, O.F.M. † (circa 1278 - circa 1278 deceduto) (arcivescovo eletto)
- Bonaventura da Parma, O.F.M. † (23 dicembre 1281 - dopo il 1296 deceduto)
- Giacomo II † (circa 1293 - ? dimesso)
- Bartolomeo † (7 luglio 1312 - 8 luglio 1317 nominato arcivescovo di Trani)
- Benedetto † (8 luglio 1317 - 1317 deceduto)
- Pietro de Martinis, O.P. † (19 dicembre 1317 - ? deceduto)
- Lorenzo Feretrano, O.F.M. † (10 febbraio 1322 - 31 dicembre 1323 deceduto)
- Tommaso † (16 maggio 1324 - ? deceduto)
- Elio de Saraca † (18 febbraio 1341 - circa 1360 dimesso)
- Ugo de Scuria, O.F.M. † (15 dicembre 1361 - 12 luglio 1370 nominato vescovo di Ostuni)
- Pietro Calice, O.P. † (12 luglio 1370 - ?)
- Maffiolo Lampugnano † (ottobre 1385 - 10 luglio 1387 nominato arcivescovo di Messina)
- Andrea da Durazzo, O.P. † (27 maggio 1388 - 13 giugno 1393 deceduto)
- Niccolò De Hortis † (25 agosto 1393 - 26 luglio 1402 nominato arcivescovo di Manfredonia)
- Niccolò Sacchi, O.P. † (26 luglio 1402 - 13 gennaio 1408 deceduto)
- Beato Giovanni Dominici, O.P. † (28 marzo 1408 - ? dimesso)
- Antonio da Rieti, O.F.M. † (29 luglio 1409 - circa 1440 deceduto)
- Bongiovanni da Recanati † (6 settembre 1440 - 2 settembre 1460 deceduto)
- Francesco Petri, O.S.M. † (13 ottobre 1460 - ? deceduto)
  - Antonio degli Agli † (24 dicembre 1465 - 4 maggio 1467 nominato vescovo di Fiesole) (arcivescovo eletto)
- Timoteo Maffei, C.R.S.A. † (4 maggio 1467 - 1470 deceduto)
- Giovanni Venier † (12 settembre 1470 - 10 agosto 1490 deceduto)
- Giovanni Sacco † (29 agosto 1490 - 1505 deceduto)
- Giuliano Maffei, O.F.M. † (18 aprile 1505 - 1510 deceduto)
- Rainaldo Graziani, O.F.M. † (5 giugno 1510 - 1520 dimesso)
- Filippo Trivulzio † (13 marzo 1521 - dopo il 1543 deceduto)
- Panfilo Strassoldo † (30 gennaio 1544 - 1545 deceduto)
- Giovanni Angelo de' Medici † (14 dicembre 1545 - 1553 dimesso, poi eletto papa con il nome di Pio IV)
  - Sebastiano Portico † (1º marzo 1553 - 18 settembre 1555 nominato vescovo di Foligno) (arcivescovo eletto)
- Ludovico Beccadelli † (18 settembre 1555 - 1564 dimesso)
- Crisostomo Calvino, O.S.B. †  (17 novembre 1564 - 16 febbraio 1575 deceduto)
- Vincenzo Portico † (9 marzo 1575 - 1º giugno 1579 dimesso)
- Gerolamo Matteucci † (1º giugno 1579 - 8 agosto 1583 nominato vescovo di Sarno)
- Raffaele Bonelli † (7 ottobre 1583 - 4 aprile 1588 deceduto)
- Paolo Albero † (22 agosto 1588 - 31 luglio 1591 dimesso)
- Aurelio Novarini, O.F.M.Conv. † (31 luglio 1591 - 1º luglio 1602 nominato vescovo di San Marco Argentano)
- Fabio Tempestivo † (12 agosto 1602 - 1616)
- Vincenzo Lanteri, C.O. † (18 maggio 1616 - 19 luglio 1628 nominato vescovo di Veroli)
- Tommaso Cellesi † (18 settembre 1628 - novembre 1633 deceduto)
- Antonio Severoli † (3 aprile 1634 - 3 ottobre 1639 nominato arcivescovo titolare di Nazareth)
- Bernardino Larizza † (16 gennaio 1640 - aprile 1647 deceduto)
- Pompeo Mignucci, O.S.H. † (16 settembre 1647 - 10 gennaio 1650 nominato vescovo di Acquapendente)
- Francesco Perotti † (27 giugno 1650 - 25 settembre 1664 deceduto)
- Pietro de Torres † (12 gennaio 1665 - 24 gennaio 1689 nominato vescovo di Potenza)
- Giovanni Vincenzo Lucchesini, O.S.M. † (28 novembre 1689 - 13 aprile 1693 nominato vescovo di Assisi)
- Placido Stoppa, C.R. † (8 giugno 1693 - 11 aprile 1699 nominato vescovo di Venosa)
- Tommaso Antonio Scotti † (24 gennaio 1701 - 12 marzo 1708 deceduto)
- Andrea Roberti † (3 ottobre 1708 - 27 novembre 1713 nominato vescovo di Policastro)
- Giovanni Battista Conventati, C.O. † (26 febbraio 1714 - 3 luglio 1720 nominato vescovo di Terracina, Sezze e Priverno)
- Raimondo Gallani † (23 marzo 1722 - 10 marzo 1727 deceduto)
- Felipe Itúrbide, O.Carm. † (25 giugno 1727 - 1º gennaio 1728 dimesso)
- Angelo Franchi, O.F.M. † (26 gennaio 1728 - 22 settembre 1751 deceduto)
- Hijacint Marija Milković, O.P. † (20 marzo 1752 - 21 marzo 1756 deceduto)
- Arcangelo Lupi, O.P. † (18 luglio 1757 - 27 marzo 1766 deceduto)
- Nicola Pugliesi † (6 aprile 1767 - 7 luglio 1777 nominato vicario apostolico di Costantinopoli)
- Gregorio Lazzari, O.S.B. † (15 dicembre 1777 - 8 gennaio 1792 deceduto)
- Ludovico Spagnoletti, O.F.M. † (26 marzo 1792 - 24 giugno 1799 deceduto)
- Nikola Ban † (12 maggio 1800 - 15 aprile 1815 deceduto)
  - Sede vacante (1815-1830)
- Antonio Giuriceo † (5 luglio 1830 - 25 marzo 1842 deceduto)
- Toma Jedrlinić † (30 gennaio 1843 - 1º agosto 1855 deceduto)
- Vincenzo Zubranić † (19 giugno 1856 - 15 novembre 1870 deceduto)
- Giovanni Zaffron † (1872 - 16 settembre 1881 deceduto)
- Mato Vodopić † (3 luglio 1882 - 13 marzo 1893 deceduto)
- Josip Grgur Marčelić † (18 maggio 1894 - 1º settembre 1928 deceduto)
- Josip Marija Carević † (13 aprile 1929 - 9 febbraio 1940 dimesso[14])
  - Sede vacante (1940-1950)
- Pavao Butorac † (25 settembre 1950 - 22 novembre 1966 deceduto)
- Severin Pernek † (10 aprile 1967 - 7 dicembre 1989 dimesso)
- Želimir Puljić (7 dicembre 1989 - 15 marzo 2010 nominato arcivescovo di Zara)
- Mate Uzinić (24 gennaio 2011 - 4 novembre 2020 nominato arcivescovo coadiutore di Fiume)[15]
- Roko Glasnović, dal 30 novembre 2021

## Statistiche
La diocesi nel 2023 su una popolazione di 85.190 persone contava 74.562 battezzati, corrispondenti all'87,5% del totale.
| anno | popolazione | popolazione | popolazione | presbiteri | presbiteri | presbiteri | presbiteri                | diaconi | religiosi | religiosi | parrocchie |
| anno | battezzati  | totale      | %           | numero     | secolari   | regolari   | battezzati per presbitero | diaconi | uomini    | donne     | parrocchie |
| ---- | ----------- | ----------- | ----------- | ---------- | ---------- | ---------- | ------------------------- | ------- | --------- | --------- | ---------- |
| 1950 | 72.000      | 74.200      | 97,0        | 97         | 61         | 36         | 742                       |         | 15        | 170       | 57         |
| 1970 | 72.000      | 85.000      | 84,7        | 117        | 72         | 45         | 615                       |         | 80        | 274       | 65         |
| 1980 | 78.177      | 84.000      | 93,1        | 99         | 64         | 35         | 789                       |         | 40        | 289       | 65         |
| 1990 | 71.754      | 89.000      | 80,6        | 96         | 58         | 38         | 747                       |         | 40        | 270       | 61         |
| 1999 | 77.600      | 90.200      | 86,0        | 92         | 57         | 35         | 843                       |         | 37        | 224       | 61         |
| 2000 | 77.500      | 90.050      | 86,1        | 91         | 56         | 35         | 851                       |         | 37        | 216       | 61         |
| 2001 | 75.680      | 90.380      | 83,7        | 86         | 53         | 33         | 880                       |         | 35        | 209       | 61         |
| 2002 | 74.512      | 86.642      | 86,0        | 96         | 61         | 35         | 776                       |         | 43        | 226       | 61         |
| 2003 | 75.000      | 87.500      | 85,7        | 94         | 62         | 32         | 797                       |         | 38        | 228       | 61         |
| 2004 | 75.400      | 87.900      | 85,8        | 86         | 55         | 31         | 876                       |         | 33        | 210       | 61         |
| 2006 | 76.500      | 88.000      | 86,9        | 89         | 57         | 32         | 859                       |         | 34        | 210       | 61         |
| 2013 | 76.560      | 86.896      | 88,1        | 87         | 53         | 34         | 880                       |         | 36        | 210       | 61         |
| 2016 | 74.384      | 80.125      | 92,8        | 91         | 54         | 37         | 817                       |         | 40        | 185       | 84         |
| 2019 | 74.520      | 80.800      | 92,2        | 83         | 52         | 31         | 897                       | 1       | 35        | 180       | 61         |
| 2021 | 74.000      | 86.000      | 86,0        | 80         | 50         | 30         | 925                       | 1       | 34        | 159       | 61         |
| 2023 | 74.562      | 85.190      | 87,5        | 89         | 54         | 35         | 837                       | 1       | 39        | 152       | 61         |